# Messias Conceição Dos Santos
Messias Conceição Dos Santos (Cruz Das Almas, 23 de desembre de 1977) és un futbolista brasiler, que ocupa la posició de migcampista.
Va militar a nombrosos equips del seu país, sense arribar a destacar en cap dels grans. Fora del Brasil, va militar quatre mesos al Racing de Santander de la competició espanyola, jugant només quatre partits la temporada 02/03.

## Clubs
- 1996-1998: Poções-BA
- 1999-2000: Prudentópolis-PR
- 2001: Coritiba-PR
- 2002: São Caetano-SP
- 2003: Racing Santander
- 2004: Fortaleza-CE
- 2005: Coritiba-PR
- 2005-2006: Paraná Clube-PR
- 2007: Marcílio Dias-SC
- 2007: Sertãozinho-SP
- 2008: Internacional-SP
- 2008: XV de Piracicaba-SP
- 2008: Caxias-RS